# Yoyo (astronautique)
Pour les articles homonymes, voir Yo-yo (homonymie).
Le yoyo est, en astronautique, un couple de masses attachées à des filins qu'un engin spatial libère, en fin de phase de propulsion, pour arrêter sa rotation. 

## Contexte
Le dernier étage d'un lanceur est souvent mis en rotation rapide (quelques dizaines de tours par minute exceptionnellement plusieurs centaines de tours) avant sa mise à feu, car c'est une méthode simple et peu couteuse pour stabiliser son orientation durant son fonctionnement. Lorsque cet étage a achevé sa phase de propulsion, il est souvent nécessaire que la charge utile annule la vitesse angulaire acquise pour pouvoir remplir son objectif. Cette annulation ne peut être réalisée à l'aide de petits moteurs-fusées de contrôle d'attitude, car ils n'ont pas la puissance nécessaire.

## Fonctionnement
Le yoyo est constitué de masselottes qui peuvent être écartées de l'axe de rotation de l'engin afin de diminuer sa vitesse angulaire, conformément au principe de la conservation du moment cinétique. Chaque masselotte est fixée à un filin enroulé autour du dernier étage du lanceur dans le sens contraire de la rotation imprimée à celui-ci. Lorsque l'étage a rempli sa fonction, les masselottes sont libérées et les deux câbles se déroulent avec à leur extrémité les masselottes qui freinent progressivement la rotation. La masse des masselottes et la longueur des câbles sont calculées de manière que la vitesse de rotation chute à quelques tours par minute permettant aux moteurs de contrôle d'attitude d'annuler la vitesse résiduelle. Dans le cas de la sonde spatiale Dawn, deux masselottes de 3 kg et des câbles de 12 mètres ont été utilisés pour faire chuter la vitesse de rotation de l'engin spatial d'une masse de 1 420 kg de 36 tours à 3 tours par minute.

## Débris spatial
Les masselottes peuvent être larguées après avoir rempli leur fonction, s'ajoutant alors aux débris spatiaux dangereux pour les satellites. Ceci n'est toutefois pas vrai pour les sondes spatiales, car les yoyos accompagnent dans ce cas l'engin spatial dans sa trajectoire interplanétaire.